# Dunfanaghy
Dunfanaghy (Dún Fionnachaidh in gaelico irlandese) è un piccolo centro delle costa settentrionale del Donegal, nella Repubblica d'Irlanda, situato sulla strada nazionale N56.
Il villaggio è noto come località turistica e per la sua vasta spiaggia. È posto a ridosso di alcuni luoghi rinomati della contea, come Horn Head, la selvaggia ed isolata spiaggia di Tramore e a breve distanza da Rosguill.